# Xavier Crespo
Xavier Crespo i Llobet (Barcelona, 1957) es un médico y político español de Convergencia Democrática de Cataluña. Fue alcalde de Lloret de Mar (2003-2011) y diputado del Parlamento de Cataluña (2006-2015). En noviembre de 2015 fue condenado por el Tribunal Superior de Justicia de Cataluña a nueve años y medio de inhabilitación en su cargo por soborno y prevaricación. Había sido acusado de haber favorecido a un empresario ruso en un trabajo urbanístico en su época como alcalde de Lloret de Mar entre 2003 y 2011.

## Actividades públicas
Es licenciado en Medicina, especialista en traumatología, máster en medicina del deporte y titulado en medicina de emergencias. Ha sido médico de la Corporación de Salud del Maresme y La Selva. También ha sido presidente del Club Hockey Lloret (1999-2003), coincidiendo con el ascenso de su primer equipo a la División de Honor.

## Actividad política
En 2003 fue elegido alcalde por CiU del municipio de Lloret de Mar y diputado en las elecciones al Parlamento de Cataluña de 2006. Fue alcalde del municipio hasta 2011, sucedido por Romano Codina i Maseras (CiU).

## Acusaciones de corrupción
La Sindicatura de Cuentas de Cataluña ocultó un informe que atribuía a Xavier Crespo numerosas irregularidades con el dinero destinado a la Corporación de Salud de Maresme y la Selva, de las que se beneficiarían él y su esposa Guadalupe Oliva i Pujol. La cantidad cobrada de forma opaca para él y su esposa, según este informe de la Sindicatura de Cuentas de Cataluña, llegaría a 209.000 euros.
El propio Departamento de Salud de la Generalidad de Cataluña ayudó a Crespo en su defensa, y el Tribunal argumentó que, dada la actitud de las partes perjudicadas, Generalidad de Cataluña y hospitales, archivaba el caso.
El diputado Xavier Crespo declaró, el 10 de julio de 2012, que era una cuestión ya pasada y archivada y que contaba con el apoyo de su partido, Convergencia Democrática de Cataluña.
Meses después, los diarios El Periódico de Catalunya y El País, informaron que Xavier Crespo y su entorno podrían haber cobrado de la trama de corrupción rusa desarticulada el 25 de enero de 2013. El día 27 Crespo negó las acusaciones.
Según un informe de 2012 relacionado con el caso Palau, la empresa constructora Nova Lloret donó 100.000 euros a Convergencia Democrática de Cataluña a través de la Fundació Trias Fargas, hoy llamada Catdem, conocida por sus informes sobre el expolio fiscal español de Cataluña.
En noviembre de 2015 fue condenado por el Tribunal Superior de Justicia de Cataluña a nueve años y medio de inhabilitación en su cargo por soborno y prevaricación. Había sido acusado de haber favorecido a un empresario ruso en un trabajo urbanístico en su época como alcalde de Lloret de Mar (Gerona), entre 2003 y 2011.
En la sentencia del llamado “Caso Clotilde”, que es el nombre designado a la operación, se impuso también una multa de 450.000 euros. La Fiscalía había pedido dos años y medio de cárcel y 17 de inhabilitación en su cargo.